# Li Xiao
Li Xiao (Shanghai, China; 17 de julio de 1967) es un exfutbolista y entrenador de fútbol de China que jugaba en la posición de delantero.

## Carrera

### Club
| Periodo   | Club              |
| --------- | ----------------- |
| 1988–1995 | Shanghai Shenhua  |
| 1995–1997 | Shanghai Pudong   |
| 1998–1999 | Wuhan Hongjinlong |
| 2000–2002 | Shanghai COSCO    |

### Selección nacional
Jugó para China en 11 ocasiones entre 1992 y 1994 anotando cuatro goles, ganó la medalla de plata en los Juegos Asiáticos de 1994 y fue semifinalista en la Copa Asiática 1992.

### Entrenador
| Periodo   | Club                   |
| --------- | ---------------------- |
| 2004–2005 | Nanchang Bayi Hengyuan |
| 2006–2008 | Nanchang Bayi Hengyuan |
| 2011      | Hubei Wuhan Zhongbo    |
| 2013–2014 | Jiangxi Liansheng      |
| 2015–2016 | Hainan Seamen          |
| 2017      | Zhenjiang Huasa        |